# Етно парк Тулба
Етно парк Тулба у Пожаревцу је формиран 1972. године, у оквиру Народног музеја у Пожаревцу, са циљем да се на једном месту традиционалне вредности народне архитектуре Браничевског краја.